# (22470) Shirakawa-go
(22470) Shirakawa-go est un astéroïde de la ceinture principale.

## Description
(22470) Shirakawa-go est un astéroïde de la ceinture principale. Il fut découvert le 9 février 1997 à Chichibu par Naoto Satō. Il présente une orbite caractérisée par un demi-grand axe de 2,42 UA, une excentricité de 0,14 et une inclinaison de 2,0° par rapport à l'écliptique.

## Compléments